# Micróglia
Micróglia, microgliócitos ou células de Hortega (latim: microglia) são as menores células da neuroglia, possuem corpo celular alongado com muitos prolongamentos curtos e extremamente ramificados. Fazem a vigilância ativa do parênquima cerebral e da espinal medula, constituindo as células imunes residentes do Sistema Nervoso Central. A sua origem ainda é controversa, embora haja maior concórdia numa linhagem hematopoiética. A micróglia tem função fagocitária. As micróglias são objetos de pesquisas sobre doenças neurodegenerativas como Alzheimer, Parkinson e a esclerose lateral amiotrófica (ELA).

## Função
Microglia são as células imunológicas do cérebro. Uma função principal da microglia é inspecionar o microambiente local e responder a lesões pela liberação de moléculas pró-inflamatórias e depuração fagocítica das células apoptóticas. Aquando de uma lesão ou infecção, a microglia migra e liberta uma gama de moléculas que, dependendo do estímulo inicial, podem ser tróficas ou citotóxicas. Na presença de antigênios ou partículas estranhas, cuja presença consegue reconhecer devido à expressão de várias proteínas na sua membrana citoplasmática, procede à fagocitose dos mesmos. Posteriormente, a microglia apresenta essas proteínas a outras células de defesa.

## Distúrbios neurológicos e psiquiátricos
A atividade microglial aberrante está associada a muitos distúrbios neurológicos e psiquiátricos, mas o conhecimento sobre os mecanismos patológicos é incompleto. Em um estudo, os cientistas descreveram uma linhagem de células cerebrais especializadas, chamada microglia da linhagem Hoxb8, em camundongos que têm a capacidade de suprimir sintomas obsessivos de compulsão e ansiedade.